# Luli Torn
Carla Lucía Torn (Vicente López, Buenos Aires; 5 de noviembre de 1993) más conocida como Luli Torn es una actriz argentina. Es conocida por haber participado en las telenovelas Amar después de amar (2017), Cien días para enamorarse (2018) y Argentina, tierra de amor y venganza (2019).

## Carrera profesional
A la edad de 6 años se interesó por la actuación y su madre la llevó a una escuela de comedia musical para que se forme artísticamente. En 2011, luego de terminar la secundaria, Torn comenzó a formarse profesionalmente como actriz cuando ingresó a la Universidad Nacional de las Artes, donde estudió la carrera de Licenciatura en Actuación, de la cual logró recibirse y le permitió realizar sus primeras experiencias actorales en el teatro y en cortometrajes cinematográficos.
Su primer papel en televisión fue en el unitario Boyando (2012) de la TV Pública, donde interpretó a Patricia y compartió pantalla con Mercedes Funes, Antonella Costa y Juan Carlos Mastrángelo. Seguidamente realizó un participación especial en la tira juvenil Aliados (2013), donde personificó a una fan de Azul (Oriana Sabatini) que reconoce al nuevo de novio de esta. En 2014, obtiene un papel con más notoriedad en la ficción Señores papis, en la cual jugó el papel de Martina, la amiga de Luca (Tupac Larriera).
En 2015 Torn quedó seleccionada para formarse en CAST (Centro Artístico de Selección de Talentos), una iniciativa de Telefe para entrenar actores jóvenes en actuación frente a cámara, canto y danza para ofrecerles oportunidades laborales en las distintas plataformas del canal. Es así, como consiguió el papel de Catalina Bacci en la ficción Amar después de amar (2017) emitida por Telefe, donde interpretó a la amiga de Mía Kaplan (Delfina Chaves), el cual le otorgó mayor visibilidad como actriz. Ese mismo año, es convocada por el canal para protagonizar la serie web Secretarias junto a la youtuber Mica Suárez.
En 2018, Torn tomó más popularidad al participar en la telenovela Cien días para enamorarse de Telefe, donde interpretó a Antonia Salinas en la adolscencia, rol que compartió con Nancy Duplaá. Ese mismo año, protagonizó diferentes obras teatrales como Una fuga de agua, Clarividentes, La burbuja y La luz holandesa. Asimismo, recibió mayor reconocimiento teatral al ser una de las portagonistas junto a Gerardo Chendo, Rubén de la Torre, Javier Niklison y María Inés Sancerni en la obra Amor de película dirigida por Héctor Díaz en el Espacio Callejón.
Su siguiente rol importante fue el de Dina en la telenovela de época Argentina, tierra de amor y venganza (2019), que fue la superproducción de Pol-ka para El trece, donde compartió la mayoría de las escenas con María Eugenia Suárez, Andrea Frigerio, Fernán Mirás y Anita Pauls. A su vez, tuvo una participación especial en la serie Millennials de Net TV y fue la protganista de la obra teatral Me vas a reconocer en el Microteatro. Ese año, tuvo su primer papel en cine con la película Pájaros rojos, donde interpetó a Ayelén y fue dirigida por Carlos Martínez.

## Filmografía

### Cine
| Año  | Título                | Papel    | Notas        |
| ---- | --------------------- | -------- | ------------ |
| 2010 | El señor esté contigo | María    | Cortometraje |
| 2011 | Sueño de papel        | Anabella | Cortometraje |
| 2014 | Old fashioned         |          | Cortometraje |
| 2015 | Under music           | Luna     | Mediometraje |
| 2015 | Piscóticos            | Clara    | Cortometraje |
| 2019 | Pájaros rojos         | Ayelén   |              |

### Televisión
| Año  | Título                               | Papel                         | Notas                                      |
| ---- | ------------------------------------ | ----------------------------- | ------------------------------------------ |
| 2012 | Boyando                              | Patricia                      | Elenco secundario                          |
| 2013 | Aliados                              | Fan de Azul                   | Participación especial                     |
| 2014 | Señores papis                        | Martina                       | Participación especial                     |
| 2017 | Amar después de amar                 | Catalina Bacci                | Antagonista                                |
| 2017 | En viaje                             | Eva                           | Episodio: "Amigos con derechos (torcidos)" |
| 2018 | Cien días para enamorarse            | Antonia Salinas (adolescente) | Participación especial                     |
| 2019 | Argentina, tierra de amor y venganza | Rosa "Dina"                   | Elenco secundario                          |
| 2019 | Millennials                          | Lila                          | Participación especial                     |
| 2021 | La 1-5/18                            | Andrea                        | Participación especial                     |

### Series web
| Año  | Título      | Papel    | Notas        |
| ---- | ----------- | -------- | ------------ |
| 2017 | Secretarias | Agostina | Protagonista |

## Teatro
| Año       | Título                          | Papel  | Lugar               |
| --------- | ------------------------------- | ------ | ------------------- |
| 2012      | Princesas y héroes contaminados |        | Teatro Porteño      |
| 2015      | Perfecta anarquía               |        | La Casona Iluminada |
| 2016      | Prueba IV, el tiempo            |        | Teatro Sarmiento    |
| 2016      | Hombre y amigo contra los otros |        | Espacio Urbano      |
| 2016-2018 | Clarividentes                   | Mery   | Espacio Callejón    |
| 2017-2018 | Una fuga de agua                | Angie  | Espacio Callejón    |
| 2018      | La luz holandesa                |        | Sala Teatrito       |
| 2018      | La burbuja                      | Vicky  | Teatro Regina       |
| 2018-2019 | Amor de película                | Paula  | Espacio Callejón    |
| 2019      | Me vas a reconocer              | Jimena | Microteatro         |